# USS Ringgold (DD-500)
Zerstörer 2, puis ΠΝ Kimon
Pour les autres navires du même nom, voir USS Ringgold.
L'USS Ringgold (DD-500) est un destroyer de la classe Fletcher en service dans la Marine des États-Unis pendant la Seconde Guerre mondiale. Il a été nommé en l'honneur du contre-amiral Cadwalader Ringgold (1802–1867).
Entré en service en 1942 pendant la Seconde Guerre mondiale, le destroyer a servi dans le théâtre du Pacifique. Après la guerre, le navire a été placé en réserve avant d'être transféré à la marine ouest-allemande (Deutsche Marine) et rebaptisé Zerstörer 2 en 1959. En 1981, le destroyer a été transféré à la marine grecque (Polemikó Naftikó) et a été rebaptisé Kimon. Le Kimon a été vendu à la casse en 1993.

## Construction
Sa quille est posée le 25 juin 1942 au chantier naval Federal Shipbuilding and Drydock Company de Kearny, dans l'état du New Jersey. Il est lancé le 11 novembre 1942 ; parrainée par Mme Arunah Sheperdson Abell, petite-nièce du contre-amiral Cadwallader Ringgold, et mis en service le 30 décembre 1942.

## Historique
Les manœuvres, qui ont conduit Ringgold du chantier naval de Brooklyn (Brooklyn Navy Yard) à la baie de Guantanamo, à Cuba, et vice-versa, ont duré jusqu'au 18 février 1943. D'autres manœuvres d'entraînement l'ont maintenu en activité dans les environs de Trinidad jusqu'à la mi-juillet. Il a quitté New York en direction du Pacifique le 21 juillet, a traversé le canal de Panama le 27 juillet et s'est présenté au commandant en chef de la flotte du Pacifique (Pacific Fleet) à Pearl Harbor, où il a hissé le fanion de commandant de la 50e division de destroyers (Destroyer Division 50).

### Campagne des îles Gilbert, septembre - novembre 1943
Après plusieurs semaines d'entraînement, le Ringgold se joint à une force opérationnelle de porte-avions rapides constituée autour du USS Yorktown (CV-10), du USS Essex (CV-9), et du USS Independence (CVL-22). La force a travaillé au-dessus de l'île Marcus le 1er septembre 1943, puis s'est déplacée pour effectuer un raid dans les îles Gilbert. Les avions des porte-avions ont effectué sept frappes les 18 et 19 septembre sur Tarawa et Makin. Un diariste japonais a enregistré que Tarawa "est une mer de flammes" ; neuf avions stationnés et cinq navires ont été détruits. Plus important encore, les avions du USS Lexington (CV-16) reviennent avec une série de photos à faible obliquité du côté du lagon de Betio, et celles-ci s'avèrent très utiles pour planifier l'assaut sur Tarawa.
Les 5 et 6 octobre, la plus grande force de porte-avions rapides organisée jusqu'alors, composée des navires Essex, Yorktown, Lexington, Independence, USS Cowpens (CVL-25), et USS Belleau Wood (CVL-24), commandés par le contre-amiral Alfred E. Montgomery, a frappé l'île Wake. La cible a également été bombardée par des cuirassés, des croiseurs et des destroyers.
La cible suivante était Tarawa, prise par la Force d'attaque du Sud (Southern Attack Force) commandée par le contre-amiral Harry W. Hill à bord du cuirassé USS Maryland (BB-46). Ses navires transportent la robuste 2e division des Marines (2nd Marine Division - 2nd MARDIV), dont tous les éléments ont combattu à Guadalcanal. Les destroyers Ringgold et USS Dashiell (DD-659) devaient faire une entrée précoce dans le lagon le 20 novembre. Juste avant le coucher du soleil, le 19 novembre, le Ringgold a devancé le corps principal de la force d'attaque pour obtenir un repère radar sur un point de virage juste au nord de Mavana.
Les cartes de la zone sont toutefois imprécises. Sur plusieurs d'entre elles, Betio est mal orienté. Le sous-marin USS Nautilus (SS-168) a fait une reconnaissance de la zone et a signalé l'erreur. Une nouvelle carte d'approche a donc été improvisée à bord du Maryland. Des repères radar précis ont ainsi été possibles.
À 22h00, alors que le Ringgold et le croiseur USS Santa Fe (CL-60) devançaient la force d'attaque, ils ont capté un contact radar. L'ordre avait été donné de surveiller le sous-marin, mais on pensait qu'il s'était déplacé vers l'ouest dans l'après-midi pour sauver un avion abattu et qu'il s'immergerait dès qu'il rencontrerait des forces amies. Cependant, le Nautilus étant près d'un récif, il ne s'est pas immergé. L'amiral Hill, soucieux d'éviter toute rencontre avec d'éventuelles patrouilles japonaises, donne l'ordre de prendre le contact sous le feu. La première salve du Ringgold frappe la base de la tour de contrôle du sous-marin. Bien qu'elle ait rompu sa valve d'induction principale, elle n'a pas explosé. Le Nautilus s'immerge dans des "circonstances désastreuses", mais parvient à rejoindre Abemama et à achever sa mission.
Peu après 5h00, les tirs de contrebatterie ont commencé, et à 6h22, le bombardement naval prévu a eu lieu, ce qui a entraîné un passage systématique à Betio. Les dragueurs de mines USS Pursuit (AM-108) et USS Requisite (AM-109), sous le couvert d'un écran de fumée, ont balayé un canal de la zone de transport vers la lagune pendant le bombardement, et ils ont utilisé leurs propres canons pour répondre aux batteries côtières japonaises.
Ensuite, pendant que le Pursuit plaçait des bouées de signalisation, le Requisite a conduit le Ringgold et Dashiell dans le lagon. Ils ont foncé dans le lagon sous le feu des batteries côtières. Le Ringgold a essuyé deux tirs, tous deux sans effet, mais l'un d'eux a réussi à endommager son moteur bâbord. Son chef mécanicien, le lieutenant-commandant Wayne A. Parker, aurait imité le légendaire "Dutch boy" en bouchant un trou avec son corps pendant que des réparations d'urgence étaient effectuées.
Les embarcations plus grandes ne pouvaient pas encore s'aventurer dans le lagon, et les quatre navires ont fourni tout le feu frontal que les défenses de la plage ont reçu, et des munitions supplémentaires leur ont été envoyées avant la fin de la journée. Sur les 5 000 hommes débarqués à la fin de la journée, près de 1 500 avaient été tués ou blessés. le Ringgold et le Dashiell ont finalement été relevés par les destroyers USS Frazier (DD-607) et USS Anderson (DD-411). Ils ont fourni un appui de tir rapproché, tandis que les avions du porte-avions ont bombardé et mitraillé les positions japonaises presque sans interruption jusqu'au coucher du soleil. Cependant, "l'appui aérien fourni à Tarawa était faible en force et élémentaire en technique par rapport à ce qui fut fait 18 mois plus tard à Okinawa".
Au coucher du soleil, tous les combattants - à l'exception de trois destroyers - et les transports se sont retirés vers des zones au large pour se protéger des attaques aériennes et sous-marines. Les transports sont revenus à 21h40. Le Ringgold a jeté l'ancre à l'intérieur du lagon, le Anderson a croisé sur la côte sud et le Frazier s'est trouvé à l'extrémité de l'île pour fournir des tirs d'appel pendant la nuit. Le 27 novembre 1943, Tarawa et Abemama étaient toutes deux sécurisées.

### 1944
Après avoir terminé les réparations en décembre, le Ringgold prend part à l'assaut et à la prise des atolls de Kwajalein et d'Eniwetok en janvier et février 1944, où il fournit un appui-feu rapproché aux forces de débarquement. Le 20 mars, il bombarde les installations côtières de Kavieng, en Nouvelle-Irlande, afin de faire diversion pour les débarquements dans le nord de l'archipel Bismarck. Du 24 avril au 1er mai 1944, il participe à l'assaut et à la prise de Hollandia, en Nouvelle-Guinée néerlandaise.
En juin, le Ringgold prend part aux opérations des Mariannes. Pendant l'invasion de Guam, il a servi de navire de contrôle des embarcations de débarquement (Landing Craft) et a fourni un soutien en matière de tir. Lors du débarquement initial, il a envoyé 23 vagues de péniches de débarquement sur la plage. Vint ensuite l'invasion de l'île de Morotai, dans le nord des Moluques, où le Ringgold fournit à nouveau un appui de tir.
Le 20 octobre 1944, les forces américaines sont retournées aux Philippines, et le Ringgold a de nouveau fourni un appui-feu, cette fois pour les débarquements sur l'île de Panaon, au sud de Leyte. Deux jours plus tard, il reçoit l'ordre de se rendre au chantier naval de Mare Island (Mare Island Naval Shipyard), en Californie, pour une remise en état.

### 1945
Au début de février 1945, le Ringgold a rejoint la célèbre Fast Carrier Task Force du vice-amiral Marc Mitscher (alors Task Force 58 (TF 58) de la 5e flotte (United States Fifth Fleet), puis Task Force 38 (TF 38) de la 3e flotte (United States Third Fleet)) pour les premières frappes de porte-avions contre le Japon continental et Okinawa, en soutien à l'opération Iwo Jima. Sous le couvert d'un front météorologique, la force a lancé ses groupes aériens à l'aube du 16 février, à 190 km de la cible. Les attaques contre la puissance aérienne ennemie se sont poursuivies au cœur de la patrie japonaise pendant une bonne partie de la journée du lendemain. Au cours de cette attaque de deux jours, les Japonais ont perdu 416 avions dans les airs, 354 autres au sol et un porte-avions d'escorte.
Après des réparations à Ulithi et à Pearl Harbor, le Ringgold a rejoint la TF 58 pour soutenir l'opération d'Okinawa, et s'est joint à elle le 4 juin 1945. Une fois cette tâche terminée, la force se retire dans la baie de San Pedro, dans le golfe de Leyte, aux Philippines, où elle arrive le 13 juin.
Le 1er juillet, le navire reprend la mer, cette fois avec la 3e flotte Fleet Fast Carrier Task Force de l'amiral William Halsey pour des frappes contre le territoire japonais. Dans la nuit du 15 au 16 juillet, avec le 25e escadron de destroyers (Destroyer Squadron 25 - DesRon 25) et la 17e division de croiseurs (Cruiser Division 17 - CruDiv 17), le Ringgold participe à un balayage anti-propagande à 9,7 km au large de la côte nord de Honshū, au Japon. De nouveau, dans la nuit du 30 juillet, il a participé à un balayage anti-sous-marin dans la baie de Suruga (Suruga Wan) et a bombardé la ville de Shimizu-ku.
Rejoignant la TF 38 le 31 juillet, le Ringgold a poursuivi les opérations côtières avec cette force jusqu'au cessez-le-feu. Chargé d'escorter le porte-avions USS Antietam (CV-36) à Apra Harbor sur l'île de Guam, le 22 août, il y arrive quatre jours plus tard et subit des réparations. Se rendant à Okinawa le 16 septembre, le Ringgold a embarqué 83 passagers pour Pearl Harbor, puis s'est dirigé vers la côte est des États-Unis.
Désarmé le 23 mars 1946, il a été placé dans la flotte de réserve de l'Atlantique à Charleston, en Caroline du Sud, où il est resté jusqu'en 1959. Désigné pour être transféré à la République fédérale d'Allemagne dans le cadre du programme d'assistance militaire, il a été modernisé et équipé au chantier naval de Charleston (Charleston Naval Shipyard).

### La marine ouest-allemande

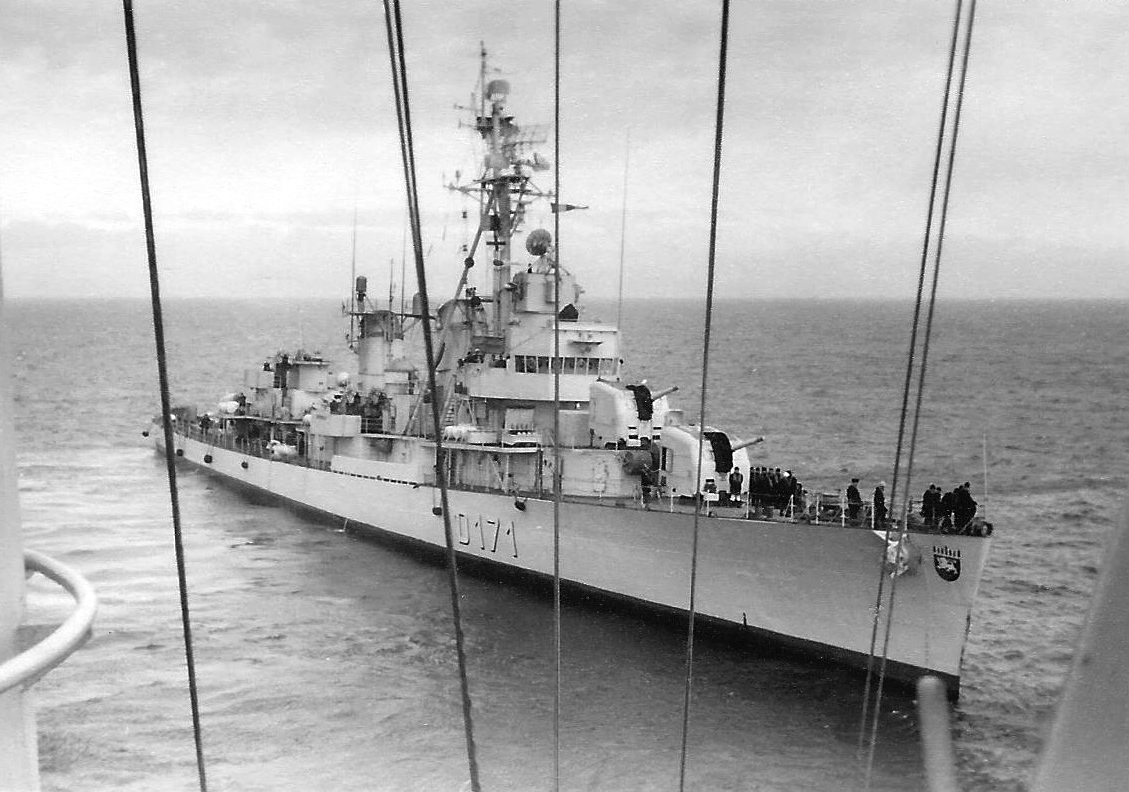
Le Ringgold en service en Allemagne sous le nom de Zerstörer 2 (D171), 1971.

Officiellement transféré à la Bundesmarine le 14 juillet 1959, il a été redésigné Zerstörer 2 (D171). Trois anciens récipiendaires de la croix de chevalier de la croix de fer de la Kriegsmarine ont commandé le Zerstörer 2 pendant sa carrière au sein de la Bundesmarine. Le Fregattenkapitän Günter Kuhnke du 14 juillet 1959 à novembre 1960, le Fregattenkapitän Otto Ites de novembre 1960 à septembre 1962 et le Fregattenkapitän Paul Brasack de septembre 1962 à mars 1964.
Le navire a été transféré à la Grèce en 1981.

### La marine grecque
Pour les autres navires du même nom, voir HN Kimon.
Le navire a été transféré à la Marine hellénique le 18 septembre 1981, et a été renommé ΠΝ Kimon (D42).
Le Kimon a été placé en réserve en 1987. Il a été détruit et mis à la ferraille en 1993.

## Décorations
Le Ringgold a reçu dix battles stars pour son service pendant la Seconde Guerre mondiale.

### Littératures
- (de) Stefan Terzibaschitsch: Zerstörer der U.S. Navy. Bechtermünz Verlag, Augsburg 1997,  (ISBN 3-86047-587-8).
- (en) Alan Raven: Fletcher Class Destroyers. Naval Institute Press, Annapolis 1986,  (ISBN 0-87021-193-5).
- (en) Jerry Scutts: Fletcher DDs (US Destroyers) in action (Warships No. 8). Squadron/signal publications, Carrollton Texas 1995,  (ISBN 978-0-89747-336-1).
- (en) Theodore Roscoe: Destroyer Operations in World War II. United States Naval Institute, Annapolis 1953,  (ISBN 978-0-87021-726-5).